# V1216 Sagittarii
V1216 Sagittarii eller Ross 154 är en ensam stjärna i den mellersta  delen av stjärnbilden Skytten. Den har en skenbar magnitud av 10,44 och kräver ett kraftfullt teleskop för att kunna observeras. Baserat på parallax enligt Gaia Data Release 3 på 336,03 mas beräknas den befinna sig på ett avstånd på ca 9,71 ljusår (ca 2,98 parsek) från solen. Stjärnan rör sig närmare solen med en heliocentrisk radialhastighet av -11 km/s.

## Observation
Ross 154 katalogiserades först av den amerikanske astronomen Frank Elmore Ross 1925, och utgjorde en del av hans fjärde lista över nya variabla stjärnor. År 1926 lade han till den på sin andra lista över stjärnor som visar en mätbar egenrörelse efter att ha jämfört dess position med fotografiska plåtar som tidigare tagits av den amerikanske astronomen Edward Barnard. Ett preliminärt parallaxvärde på 0,362 ± 0,006 bågsekunder bestämdes 1937 av Walter O'Connell med hjälp av fotografiska plåtar från Yale-teleskopet i Johannesburg, Sydafrika. Detta placerade stjärnan på sjätte plats av de då kända närliggande stjärnorna.

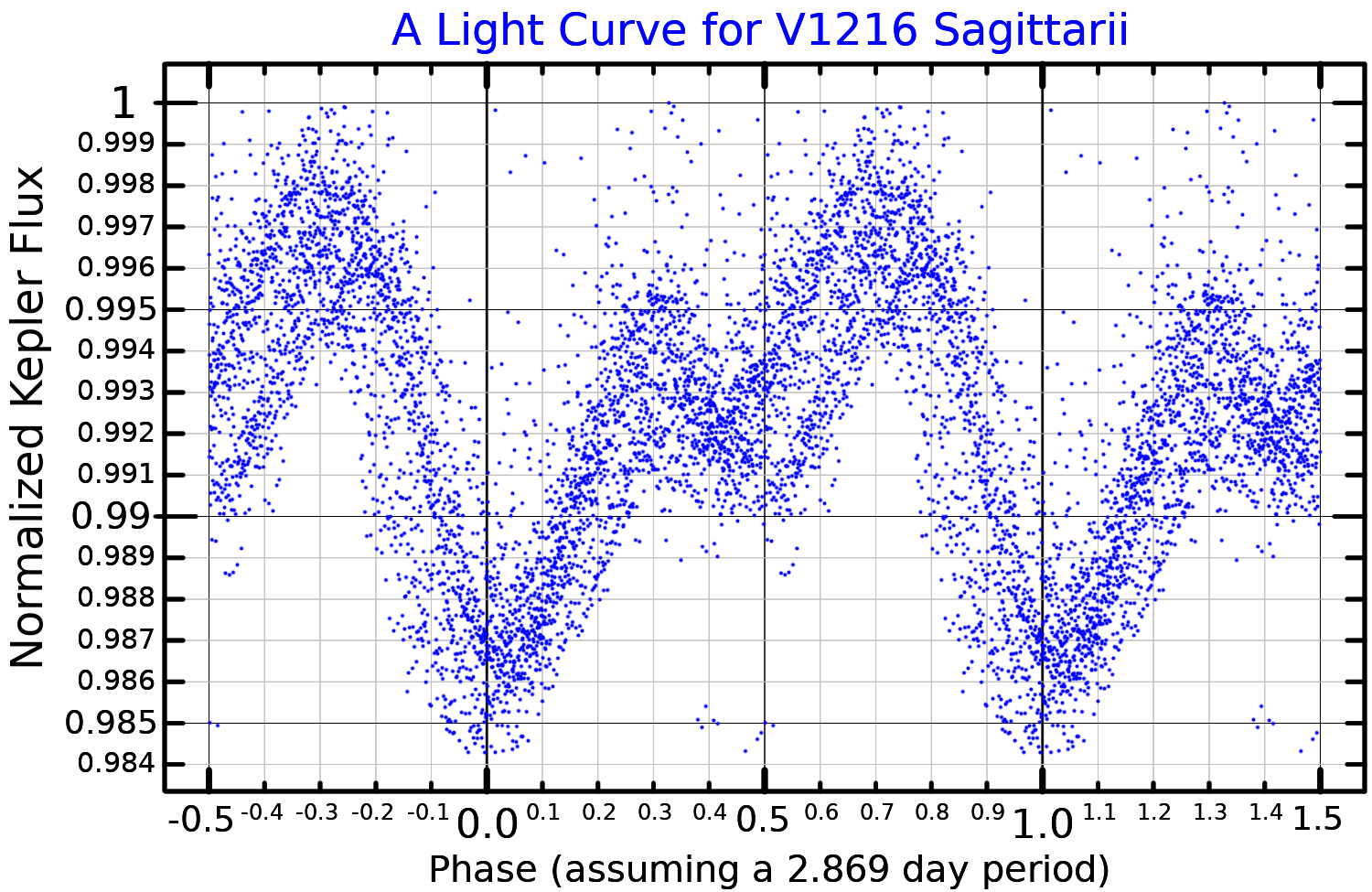
Ljuskurva i synliga bandet för V1216 Sagittarii plottade från Kepler-data. (2017)

Ross 154 visade sig vara en flarestjärna av UV Ceti-typ, med en medeltid mellan stora utbrott på cirka två dygn. Den första sådan utbrottsaktivitet observerades i Australien 1951 när stjärnan ökade i magnitud med 0,4 enhet. Vanligtvis kommer stjärnan att öka med 3–4 magnituder under en flare. Styrkan på stjärnans magnetfält på ytan är uppskattningsvis 2,2 ± 0,1 kG. Ross 154 är en källa till röntgenstrålning och den har upptäckts av flera röntgenobservatorier. Den vilande röntgenljusstyrkan är cirka 9 × 1027 ergs/s. Röntgenstrålning från stjärnan har observerats av Chandra-teleskopet vid ett särskilt stort utbrott på 2,3 × 1033 erg.

## Egenskaper
V1216 Sagittarii är en orange till röd dvärgstjärna av spektralklass av M3.5 V, som genererar energi genom kärnfusion av väte i dess kärna. Den har en massa motsvarande ca 0,18 solmassor, en radie motsvarande ca 0,20 solradie  och utsänder energi från dess fotosfär av ca 0,004 gånger solen vid en effektiv temperatur av ca 3 200 K. I motsats till solen där konvektion endast sker i de yttre lagren, kommer en röd dvärg med en så låg massa att vara helt konvektiv. Baserat på den relativt höga projicerade rotationen är detta förmodligen en ung stjärna med en uppskattad ålder på mindre än en miljard år. Halten av grundämnen som är tyngre än helium är ungefär hälften så stor som i solen.